# Hoeken van Euler

Rotatie van een lichaam als achtereenvolgende afzonderlijke draaiingen om de eulerhoeken rond de eigen assen z,x′,z″
(eigen assenstelsel: rood)
vast referentiesysteem: blauw

De hoeken van Euler, ook eulerhoeken, zijn drie hoeken gedefinieerd door Leonhard Euler, die een rechtshandige, orthonormale basis van de driedimensionale ruimte eenduidig vastleggen ten opzichte van een andere met hetzelfde nulpunt. Omdat elke vector uniek vastligt door zijn coördinaten ten opzichte van een gegeven basis, bepalen de hoeken van Euler ook eenduidig een rotatie van de driedimensionale ruimte. De drie eulerhoeken zijn onafhankelijke parameters waarmee de oriëntering (rotatie) van een object in de driedimensionale ruimte vastgelegd kan worden. 
Een arbitraire positie die door rotatie uit een andere ontstaan is, kan beschreven worden door een drietal rotaties om speciale assen, met de eulerhoeken als parameters. De eerste van deze assen is een vaste as in de ruimte, terwijl de beide andere bij de eerste rotatie meegedraaide assen zijn.

Eulerhoeken: het vaste stelsel xyz (blauw), het geroteerde stelsel XYZ (rood) en de zogenaamde knopenlijn N (groen)

## Definitie
Gegeven zijn twee rechtshandige orthonormale assenstelsels, traditioneel aangeduid met Oxyz en OXYZ. De lijn N is de snijlijn van de vlakken Oxy en OXY.
- De eerste hoek van Euler {\displaystyle \alpha } is de hoek tussen Ox en N.
- De tweede hoek van Euler {\displaystyle \beta } is de hoek tussen Oz en OZ.
- De derde hoek van Euler {\displaystyle \gamma } is de hoek tussen N en OX.

De rotatie {\displaystyle T} die het stelsel xyz overvoert in het stelsel XYZ, kan beschreven worden door van een punt met de coördinaten {\displaystyle X,Y,Z} in het OXYZ-stesel de coördinaten {\displaystyle x,y,z} in het Oxyz-stesel te bepalen. Deze rotatie kan opgesplitst worden in drie rotaties over de verschillende eulerhoeken.
1. {\displaystyle A}: draai om Oz over {\displaystyle \alpha }.
2. {\displaystyle B}: draai om N over {\displaystyle \beta }.
3. {\displaystyle C}: draai om OZ over {\displaystyle \gamma }.

Met drie draaiingen telkens om een as over de drie hoeken van Euler kan dus elke rechtshandige orthonormale basis op elke andere afgebeeld worden. Er geldt:
{\displaystyle T=CBA}

## Matrixvoorstelling
Een rotatie {\displaystyle T} van de driedimensionale ruimte is een lineaire transformatie en kan dus worden voorgesteld door een matrix, in dit geval een vierkante 3x3-matrix. De matrix {\displaystyle [T]} van de rotatie wordt bepaald door de beelden van de eenheidsvectoren {\displaystyle x=(1,0,0),\ y=(0,1,0)} en {\displaystyle z=(0,0,1)}. 
De negen afzonderlijke elementen van {\displaystyle [T]} kunnen worden gevonden door het product van drie afzonderlijke rotaties, die overeenkomen met de drie stappen uit de definitie van de eulerhoeken. 
Hieronder staan de beelden van de betrokken vectoren onder elk van deze rotaties. Daarin worden de volgende afkortingen gebruikt:
{\displaystyle c_{1}=\cos \alpha ,\ s_{1}=\sin \alpha }
{\displaystyle c_{2}=\cos \beta ,\ s_{2}=\sin \beta }
{\displaystyle c_{3}=\cos \gamma ,\ s_{3}=\sin \gamma }
Uit de figuur kan worden afgelezen:
{\displaystyle X=x'''={\vec {OX}}}
{\displaystyle XQ=s_{3}}
{\displaystyle OQ=c_{3}}
{\displaystyle XP=s_{2}s_{3}}
{\displaystyle QP=c_{2}s_{3}}
{\displaystyle OR=c_{1}c_{3}}
{\displaystyle RS=s_{1}c_{2}s_{3}}
{\displaystyle OT=s_{1}c_{3}}
{\displaystyle TU=c_{1}c_{2}s_{3}}
zodat:
{\displaystyle x=(1,0,0)}
{\displaystyle x'=Ax=(c_{1},s_{1},0)}
{\displaystyle x''=Bx'=x'}
{\displaystyle x'''=Cx''=(c_{1}c_{3}-s_{1}c_{2}s_{3},\ s_{1}c_{3}+c_{1}c_{2}s_{3},\ s_{2}s_{3})}

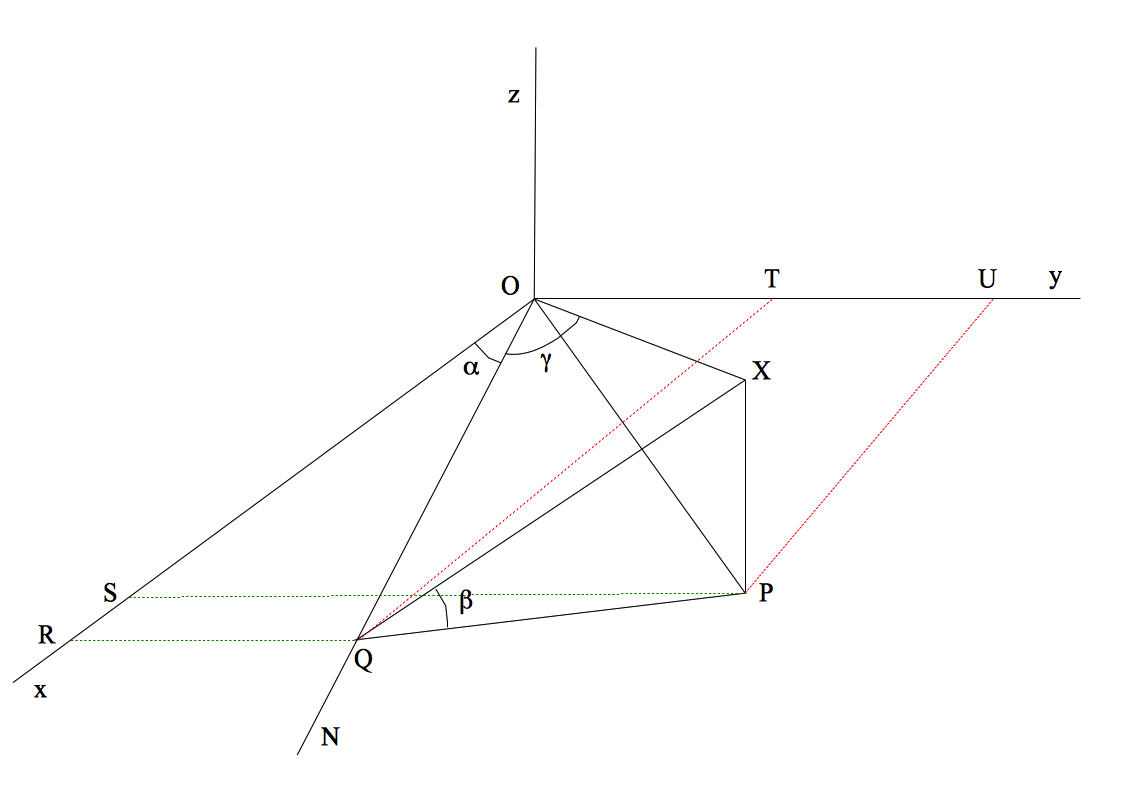
Beeld X van de geroteerde x-as over achtereenvolgens de eulerhoeken en

Op analoge wijze, of uit de ortonormaliteit kan gevonden worden:
{\displaystyle y=(0,1,0)}
{\displaystyle y'=Ay=(-s_{1},\ c_{1},\ 0)}
{\displaystyle y''=By'=(-s_{1}c_{2},\ c_{1}c_{2},\ s_{2})}
{\displaystyle y'''=Cy''=(-c_{1}s_{3}-s_{1}c_{2}c_{3},\ c_{1}c_{2}c_{3}-s_{1}s_{3},\ s_{2}c_{3})}
Niet moeilijk is in te zien dat:
{\displaystyle z=(0,0,1)}
{\displaystyle z'=Az=z}
{\displaystyle z''=Bz'=(s_{1}s_{2},\ -c_{1}s_{2},\ c_{2})}
{\displaystyle z'''=Cz''=z''}
Er geldt dus:
{\displaystyle [T]={\begin{bmatrix}\cos \alpha \cos \gamma -\sin \alpha \cos \beta \sin \gamma &-\cos \alpha \sin \gamma -\sin \alpha \cos \beta \cos \gamma &\sin \alpha \sin \beta \\\sin \alpha \cos \gamma +\cos \alpha \cos \beta \sin \gamma &-\sin \alpha \sin \gamma +\cos \alpha \cos \beta \cos \gamma &-\cos \alpha \sin \beta \\\sin \beta \sin \gamma &\sin \beta \cos \gamma &\cos \beta \end{bmatrix}}}
een matrix met als kolommen de beelden van de eenheidsvectoren, dus de coördinaten van de eenheidsvecrtoren in het XYZ-stelsel t.o.v. het xyz-stelsel.
De matrix {\displaystyle [T]} kan uitgedrukt worden in de matrices:
{\displaystyle M_{\alpha }={\begin{bmatrix}c_{1}&-s_{1}&0\\s_{1}&c_{1}&0\\0&0&1\end{bmatrix}}}, {\displaystyle M_{\beta }={\begin{bmatrix}1&0&0\\0&c_{2}&-s_{2}\\0&s_{2}&c_{2}\end{bmatrix}}} en {\displaystyle M_{\gamma }={\begin{bmatrix}c_{3}&-s_{3}&0\\s_{3}&c_{3}&0\\0&0&1\end{bmatrix}}}
die standaardrotaties voorstellen om respectievelijk de z-as, de x-as en weer de z-as.
Er geldt:
{\displaystyle [A]=M_{\alpha }}
{\displaystyle [B]=[A]M_{\beta }[A]^{*}},
er moet namelijk eerst teruggedraaid worden over {\displaystyle \alpha }, waarna de standaardrotatie toegepast kan worden en tot slot weer gedraaid over {\displaystyle \alpha }.
Analoog geldt:
{\displaystyle [C]=[B][A]M_{\gamma }[A]^{*}[B]^{*}},
namelijk eerst "B" ongedaan maken, dan "A", daarna de standaardrotatie en vervolgens weer draaien.
Dit resulteert in:
{\displaystyle [T]=[C][B][A]=[B][A]M_{\gamma }[A]^{*}[B]^{*}[B][A]^{*}=[A]M_{\beta }[A]^{*}[A]M_{\gamma }=M_{\alpha }M_{\beta }M_{\gamma }}
Inderdaad is:
{\displaystyle [T]=M_{\alpha }M_{\beta }M_{\gamma }=}
{\displaystyle ={\begin{bmatrix}c_{1}&-s_{1}&0\\s_{1}&c_{1}&0\\0&0&1\end{bmatrix}}{\begin{bmatrix}1&0&0\\0&c_{2}&-s_{2}\\0&s_{2}&c_{2}\end{bmatrix}}{\begin{bmatrix}c_{3}&-s_{3}&0\\s_{3}&c_{3}&0\\0&0&1\end{bmatrix}}=}
{\displaystyle ={\begin{bmatrix}c_{1}&-s_{1}c_{2}&s_{1}s_{2}\\s_{1}&c_{1}c_{2}&-c_{1}s_{2}\\0&s_{2}&c_{2}\end{bmatrix}}{\begin{bmatrix}c_{3}&-s_{3}&0\\s_{3}&c_{3}&0\\0&0&1\end{bmatrix}}=}
{\displaystyle ={\begin{bmatrix}c_{1}c_{3}-s_{1}c_{2}s_{3}&-c_{1}s_{3}-s_{1}c_{2}c_{3}&s_{1}s_{2}\\s_{1}c_{3}+c_{1}c_{2}s_{3}&-s_{1}s_{3}+c_{1}c_{2}c_{3}&-c_{1}s_{2}\\s_{2}s_{3}&s_{2}c_{3}&c_{2}\end{bmatrix}}}
Hieruit blijkt ook dat de transformatie {\displaystyle T} ook tot stand komt door in het vaste xyz-stelsel achtereenvolgens de standaardrotaties {\displaystyle M_{\gamma },M_{\beta }} en {\displaystyle M_{\alpha }} in deze volgorde toe te passen.

## Kaart
De rotaties van de driedimensionale ruimte vormen een groep voor de bewerking "samenstelling". Men noemt deze groep de speciale orthonormale groep in 3 dimensies en noteert hem SO(3).
Deze groep draagt ook de structuur van een driedimensionale gladde variëteit, dat wil zeggen dat in een voldoende kleine omgeving van elk groepselement een onbeperkt differentieerbare bijectie bestaat tussen de elementen van SO(3) en een verzameling vectoren in {\displaystyle \mathbb {R} ^{3}}. Eenvoudiger gezegd: rotaties kunnen worden uitgedrukt met drie lokale coördinaten. Een dergelijke bijectie heet een kaart.
De hoeken van Euler vormen een klassiek voorbeeld van een dergelijke kaart. Ze leveren een onbeperkt differentieerbare bijectie tussen enerzijds de open balk
{\displaystyle (-\pi ,\pi )\times (0,\pi )\times (-\pi ,\pi )}
en anderzijds de rotaties die de Z-as niet invariant laten.

## Toepassing in de sterrenkunde
De hemelmechanica beschrijft de bewegingen van de hemellichamen onder invloed van hun onderlinge aantrekkingskracht. In goede benadering beschrijven de planeten van het zonnestelsel ellipsbanen die voldoen aan de wetten van Kepler.
Om de positie van een planeet aan de hemel te voorspellen, moet de beweging van zowel de planeet zelf als die van de aarde worden geanalyseerd. Deze twee bewegingen vinden echter plaats in verschillende ellipsen, gelegen in verschillende vlakken doorheen de Zon.
De onderlinge ligging van (het vlak van) de planeetbaan en de baan van de aarde wordt beschreven aan de hand van de hoeken van Euler. In de hemelmechanica vormen deze hoeken drie van de zes baanelementen, en ze krijgen andere namen:
| eulerhoek                                           | naam                          | symbool                 |
| --------------------------------------------------- | ----------------------------- | ----------------------- |
| {\displaystyle \alpha } of {\displaystyle \varphi } | argument van het perihelium   | {\displaystyle \omega } |
| {\displaystyle \beta } of {\displaystyle \theta }   | inclinatie                    | {\displaystyle i}       |
| {\displaystyle \gamma } of {\displaystyle \psi }    | lengte van de klimmende knoop | {\displaystyle \Omega } |
Hierbij is Oxy het baanvlak van de aarde, waarbij Ox wijst in de richting van het lentepunt, en Ox′y′ het baanvlak van de planeet, waarbij Ox′ wijst in de richting van het perihelium.